# Liste des monarques de Suède
Pour des articles plus généraux, voir Histoire de la Suède et Chronologie de la Suède.
La liste des rois et reines de Suède peut être établie avec certitude à partir d'Éric le Victorieux, qui règne à la fin du Xe siècle. Avant lui, de nombreux rois sont mentionnés dans divers textes, au premier rang desquels les sagas (d'où leur nom de sagokungar en suédois), mais leur historicité est de plus en plus discutable au fur et à mesure que l'on remonte dans le temps. Ces sources font remonter la royauté suédoise jusqu'aux dieux de la mythologie nordique Freyr, Njörd et Odin.
La numérotation des monarques de Suède découle directement de ces origines brumeuses : au XVIe siècle, les rois Éric XIV et Charles IX adoptent leurs numéros en suivant l'histoire légendaire (parfois fantaisiste) de la Suède établie par Johannes Magnus dans son Historia de omnibus Gothorum Sueonumque regibus (1554), recueil inspiré en partie des sagas et tiré en partie de l'imagination même de Magnus. Malgré leur absence de fondement historique (il n'y a eu que deux rois réellement nommés « Charles » avant Charles IX, et huit « Éric » avant Éric XIV), ces numérotations ont persisté jusqu'à aujourd'hui avec le roi Charles XVI. Il est de coutume de numéroter les monarques antérieurs en remontant à partir de Charles IX et Éric XIV : ainsi, le premier Charles est-il appelé Charles VII et non Charles Ier. En général, les Suédois eux-mêmes s'abstiennent d'utiliser les numéros pour les rois médiévaux, et appellent par exemple Charles VII simplement Karl Sverkersson.

## Liste des rois et reines de Suède

Maison de Sverker
Maison d'Erik
Maison de Bjälbo
Maison de Mecklembourg
Maison d'Estridsen
Maison de Poméranie
Maison de Wittelsbach
Maison de Bonde
Maison d'Oldenbourg
Maison Vasa
Maison Palatinat-Deux-Ponts
Maison de Hesse
Maison Holstein-Gottorp
Maison Bernadotte

### Rois légendaires et semi-légendaires
Les dates sont données à titre purement indicatif. Les rois de cette liste proviennent de l'Ynglingatal, un poème de la fin du IXe siècle retraçant l'ascendance du roitelet norvégien Rögnvald le Glorieux, et de la Saga des Ynglingar qu'en a tirée Snorri Sturluson au XIIIe siècle. Certains noms de cette liste ont été identifiés à des rois mentionnés dans le poème anglo-saxon Beowulf. Certains rois ne sont pas considérés sous le nom de rois de Suède mais sous le titre de rois des mers.

#### Maison des Ynglings
- Njörd
- Yngvi (Freyr)
- Fjölnir (contemporain d'Auguste d'après la Gróttasöngr)
- Sveigðir
- Vanlandi
- Visbur
- Domalde
- Domar
- Dyggve
- Dagr Spaka (Dag le Sage)
- Agni
- Alrekr et Eiríkr Ier
- Yngvi et Alf
- Hugleik
- Jörund
- Aun le Vieux
- Egil (Ongentheow)
- Ottar Vendelkråka (Ohthere)
- Ali (Onela)
- Adils (Eadgils)
- Östen Ier
- Sölve
- Ingvar
- Anund Ier
- Ingjald

La lignée se poursuit en Norvège avec Olof Trätälja, le fils d'Ingjald, et ses descendants, qui seraient à l'origine du roi Harald à la Belle chevelure et de la dynastie royale norvégienne Hårfagre.

#### Maison des Skjöldungs
- Halfdan
- Ale le Fort

#### Maison d'Ivar Vidfamne
- Ivar Vidfamne (mort vers 700 ?), donné comme un descendant des Skjöldungs, famille royale danoise légendaire
- Harald Hildetand, petit-fils d'Ivar
- Sigurd Hring, neveu de Harald Hildetand, et selon les sources fils d'Ingjald ou de Randver (fils d'Aud et petit-fils d'Ivar Vidfamne)
- Ragnar Lodbrok, fils de Sigurd
- Östen II Beli, rival des fils de Ragnar Lodbrok

#### Maison de Munsö
- Björn Ier Järnsida, fils de Ragnar Lodbrok
- Refil Björnsson, fils de Björn Côtes-de-fer
- Éric II Björnsson, fils du précédent
- Éric III Refilsson, neveu du précédent
- Björn II at Hauge et Anund II, fils d'Éric II
- Olof Ier, possible fils d'un des précédents
- Éric IV Anundsson, fils d'Anund II Uppsale (peut-être identifiable à Éric au chapeau venteux)
- Björn III l'Ancien Eriksson (?), possible fils d'Éric IV et père d'Olof II et d'Éric VI ci-dessous ?
- Hring = Olof II Ring ?, possible fils d'Éric IV
- Éric V Ringsson ou Olofsson, fils de Hring ou Olof II Ring (?)
- Emund Ier, fils de Hring ou d'Olof II Ring (?)
- Emund II Ericsson, fils d'Éric V
- Olof II ou III Björnsson, fils de Björn l'Ancien (?)

#### Sans maison
- Hake
- Sölve
- Hagbard

### Rois historiques

#### Maison de Munsö (jusqu'en 1060)
| Portrait        | Nom                                                              | Règne             | Notes |
| --------------- | ---------------------------------------------------------------- | ----------------- | --- |
| Éric VI         | Éric VI « le Victorieux » (Erik Segersäll) (vers 945 – vers 995) | v. 970 – v. 995   | Premier roi de Suède historiquement attesté. D'après les sagas, il est le fils de Björn l'Ancien et règne avec son frère Olof jusqu'à sa mort (vers 975 ?). Il doit son surnom à sa victoire sur son neveu Styrbjörn le Fort à la bataille de Fyrisvellir, vers 984-985. |
| Olof III ou IV  | Olof III ou IV (Olof Skötkonung) (vers 980 – vers 1022)          | v. 995 – v. 1022  | Fils d'Éric VI et (peut-être) de Sigrid Storråda. Le sens du surnom Skötkonung est incertain. Il est le premier roi de Suède à frapper monnaie, et le premier converti au christianisme.                                                                                 |
| Anund III Jacob | Anund III Jacob (Anund Jakob)' (vers 1008 – vers 1050)           | v. 1022 – v. 1050 | Fils d'Olof III et de son épouse Estrid des Obotrites. La liste de rois du Västgötalagen lui donne le surnom Kolbränna, « brûleur de charbon ». |
| Emund III       | Emund III « le Vieil » (Emund den gamle) (vers 1000 – vers 1060) | v. 1050 – v. 1060 | Fils d'Olof III et de sa concubine Edla. Son fils Anund meurt avant lui, et c'est son gendre Stenkil qui lui succède sur le trône. |

#### Maison de Stenkil (1060-1130)
| Portrait   | Nom                                                                             | Règne               | Notes                                                                                             |
| ---------- | ------------------------------------------------------------------------------- | ------------------- | ------------------------------------------------------------------------------------------------- |
| Stenkil    | Stenkil (Stenkil Ragnvaldsson) (vers 1030 – vers 1066)                          | v. 1060 – v. 1066   | Gendre d'Emund le Vieil, il fonde la Maison de Stenkil.                                           |
| Éric VII   | Éric VII (Erik Stenkilsson) (mort vers 1067)                                    | v. 1066 – v. 1067   | Fils de Stenkil. Tué en affrontant son rival Éric Hedningen.                                      |
| Éric VIII  | Éric VIII (Erik Hedningen) (mort vers 1067)                                     | v. 1066 – v. 1067   | Tué en affrontant son rival Éric Stenkilsson.                                                     |
| Halsten    | Halsten (Halsten Stenkilsson) (fl. 1050 – 1081)                                 | v. 1067 – v. 1070   | Fils de Stenkil.                                                                                  |
| Anund IV   | Anund IV (Anund Gårdske)                                                        | v. 1070 – v. 1075 ? | Règne sur le Svealand.                                                                            |
| Håkan      | Håkon Ier « le Rouge » (Håkan Röde)                                             | v. 1070 – v. 1079 ? | Règne d'abord seulement sur le Götaland, puis sur toute la Suède.                                 |
| Halsten    | Halsten (Halsten Stenkilsson)                                                   | v. 1080 – v. 1084   | Règne conjointement avec son frère Inge l'Ancien.                                                 |
| Inge Ier   | Inge Ier « l'Ancien » (Inge den äldre) (mort v. 1105)                           | v. 1080 – v. 1105   | Fils de Stenkil. Règne conjointement avec son frère Halsten jusqu'à sa mort, en 1084, puis seul.  |
| Sven       | Sven « le Sacrificateur » (Blot-Sven) (mort vers 1087)                          | v. 1084 – v. 1087   | Opposé à Inge l'Ancien sur la question des sacrifices païens, d'où son surnom. Tué par Inge.      |
| Philippe   | Philippe (Filip Halstensson) (avant 1084 – 1118)                                | v. 1105 – 1118      | Fils de Halsten. Règne conjointement avec son frère Inge. Mort de maladie.                        |
| Inge II    | Inge II « le Jeune » (Inge den yngre Halstensson) (fl. 1084 – 1125)             | v. 1105 – v. 1125   | Fils de Halsten. Règne conjointement avec son frère Philippe jusqu'à sa mort, en 1118, puis seul. |
| Ragnvald   | Ragnvald « Tête ronde » (Ragnvald Knaphövde) (fl. 1125 – 1126 ?)                | v. 1125 ou 1130 ?   | D'ascendance incertaine. Tué par les Götar à une date incertaine.                                 |
| Magnus Ier | Magnus Ier « le Fort » (Magnus den starke Nilsson) (1106 ou 1107 – 4 juin 1134) | v. 1125 – v. 1130   | Fils du roi Niels de Danemark et de Margrete Fredkulla. Tué à la bataille de Fotevik.             |

#### Maisons de Sverker et d'Éric (1130-1250)
| Portrait    | Nom                                                                                            | Règne          | Dynastie  | Notes |
| ----------- | ---------------------------------------------------------------------------------------------- | -------------- | --------- | --- |
| Sverker Ier | Sverker Ier « l'Ancien » (Sverker den äldre) (mort le 25 décembre 1156)                        | v. 1130 – 1156 | Sverker   | Fondateur de la Maison de Sverker. |
| Éric IX     | Éric IX « le Saint » (Erik den helige) (mort le 18 mai 1160 ?)                                 | v. 1156 – 1160 | Éric      | Fondateur de la Maison d'Erik, il est assassiné par Magnus Henriksson, qui s'empare du trône (Magnus II). Éric IX est considéré comme saint et martyr. Sa femme Kristina Björnsdotter est la petite-fille maternelle d'Inge Ier.    |
| Magnus II   | Magnus II (Magnus Henriksson) (1130 – 1161)                                                    | v. 1160 – 1161 | Skioldung | Noble danois et arrière-petit fils d'Inge Ier par sa mère. Assassin d'Éric IX en 1160, il est assassiné à son tour un an plus tard par des partisans de Charles VII.                                                                |
| Charles VII | Charles VII (Karl Sverkersson) (v. 1130 – 11 avril 1167)                                       | 1161 – 1167    | Sverker   | Fils de Sverker Ier et d'Ulvhild Håkansdotter. Il meurt assassiné par des partisans de Knut Ier. |
| Knut Ier    | Knut Ier (Knut Eriksson) (avant 1150 – 1196)                                                   | 1167 – 1196    | Éric      | Fils d'Éric IX et de Christine Björnsdotter. |
| Burislev    | Burislev (Burislev Sverkersson)                                                                | 1167 – 1169    | Sverker   | Fils de Sverker Ier, ils règnent ensemble en opposition à Knut Eriksson, probablement sur l'Östergötland. Les dates sont incertaines.                                                                                               |
| Kol         | Kol (Kol Sverkersson)                                                                          | 1167 – 1173    | Sverker   | Fils de Sverker Ier, ils règnent ensemble en opposition à Knut Eriksson, probablement sur l'Östergötland. Les dates sont incertaines.                                                                                               |
| Sverker II  | Sverker II « le Jeune » (Sverker den yngre Karlsson) (1164 – 17 juillet 1210)                  | 1196 – 1208    | Sverker   | Fils de Charles VII et de Christine Stigsdatter. Vaincu à la bataille de Lena le 31 janvier 1208 par les forces d'Erik Knutsson, il s'enfuit au Danemark. De retour en Suède deux ans après, il est tué à la bataille de Gestilren. |
| Éric X      | Éric X (Erik Knutsson) (1180 – 12 avril 1216)                                                  | 1208 – 1216    | Éric      | Fils de Knut Ier et de Cécile Johansdotter. |
| Jean Ier    | Jean Ier Johan Sverkersson) (1201 – 10 mars 1222)                                              | 1216 – 1222    | Sverker   | Fils de Sverker II et d'Ingegerd Birgersdotter, il est acclamé roi par la noblesse suédoise. |
| Éric XI     | Éric XI « le Bègue ou le Boiteux » (Erik Eriksson den läspe och halte) (1216 – 2 février 1250) | 1222 – 1229    | Éric      | Fils d'Éric X et de Richardis de Danemark, il monte sur le trône sous l'autorité d'un conseil de régence. Renversé par son cousin Knut Långe après la bataille d'Olustra, il s'enfuit au Danemark.                                  |
| Knut II     | Knut II « le Long » (Knut långe) (mort en 1234)                                                | 1229 – 1234    | Éric      | Cousin d'Éric XI, il fait partie du conseil de régence qui gouverne le pays sous son règne avant de s'emparer du trône pour lui-même.                                                                                               |
| Éric XI     | Éric XI « le Bègue ou le Boiteux » (Erik Eriksson den läspe och halte) (1216 – 2 février 1250) | 1234 – 1250    | Éric      | Rétabli après la mort de Knut II, règne jusqu'à sa mort. |

#### Maison de Folkung (1250-1364)
| Portrait            | Nom                                                              | Règne       | Notes |
| ------------------- | ---------------------------------------------------------------- | ----------- | --- |
| Valdemar Birgersson | Valdemar (Valdemar Birgersson) (1238 ou 1239 – 26 décembre 1302) | 1250 – 1275 | Fils aîné de Birger Jarl et de la princesse Ingeborg Eriksdotter, il est le petit-fils d'Éric X par sa mère. Il est élu roi au printemps 1250, après la mort d'Éric XI. Vaincu par son frère cadet Magnus à la bataille de Hova, il est contraint de fuir la Suède.                                        |
| Magnus Ladulås      | Magnus III (Magnus Ladulås) (1240 – 18 décembre 1290)            | 1275 – 1290 | Deuxième fils de Birger Jarl et de la princesse Ingeborg Eriksdotter, il arrache le trône à son frère aîné en juin 1275. Son surnom Ladulås signifie littéralement « serrure de grange ». |
| Birger Magnusson    | Birger (Birger Magnusson) (1281 – 31 mai 1321)                   | 1290 – 1318 | Fils de Magnus III et de Helwig de Holstein, il est chassé du pouvoir au printemps 1318 par les partisans de ses frères qu'il avait fait assassiner lors du banquet de Nyköping, le 11 décembre 1317. |
| Magnus Eriksson     | Magnus IV (Magnus Eriksson) (1316 – 1er décembre 1374)           | 1319 – 1364 | Fils d'Erik Magnusson, le deuxième fils de Magnus III, et d'Ingeborg Hakonsdatter, une fille du roi Håkon V de Norvège. Il est également roi de Norvège (Magnus VII) jusqu'en 1343. Déposé après l'invasion de la Suède par Albert de Mecklembourg.                                                        |
| Erik Magnusson      | Éric XII (Erik Magnusson) (1339 – 20 juin 1359)                  | 1356 – 1359 | Fils aîné de Magnus IV et de Blanche de Namur. Il se révolte contre son père en 1356, se réconcilie avec lui en 1359 et meurt quelques mois plus tard. |
| Håkon Magnusson     | Håkon II (Håkon Magnusson) (août 1340 – août ou septembre 1380)  | 1362 – 1364 | Deuxième fils de Magnus IV et de Blanche de Namur. Il devient roi de Norvège en 1343 (Håkon VI), avec son père comme régent. Il règne conjointement avec son père sur la Suède à partir de 1362 et jusqu'à l'invasion d'Albert de Mecklembourg. Il abdique conjointement avec son père le 15 février 1364. |

#### Maison de Mecklembourg (1364-1389)
| Portrait               | Nom                                                                        | Règne       | Notes |
| ---------------------- | -------------------------------------------------------------------------- | ----------- | --- |
| Albert de Mecklembourg | Albert de Mecklembourg (Albrekt av Mecklenburg) (1338 ou 1340 – mars 1412) | 1364 – 1389 | Fils du duc Albert II de Mecklembourg et d'Euphemia Erkisdotter, sœur du roi Magnus IV. Il est sacré le 18 février 1364. Vaincu et capturé par les forces de Marguerite de Danemark à la bataille d'Åsle, le 24 février 1389, il doit abandonner le pouvoir en Suède. Également duc de Mecklembourg de 1384 à sa mort. |

#### Rois et régents de l'union de Kalmar (1389-1523)
| Portrait | Nom                                                                                    | Règne       | Notes |
| --- | -------------------------------------------------------------------------------------- | ----------- | --- |
| Marguerite | Marguerite (Margareta Valdemarsdotter) (1353 – 28 octobre 1412)                        | 1389 – 1412 | Fille du roi Valdemar IV de Danemark et de Hedwige de Schleswig, Marguerite devient reine consort de Suède en 1363 en épousant le roi Håkon Magnusson. Après la chute d'Albert, elle devient la maîtresse du royaume de Suède. Elle adopte son petit-neveu Éric de Poméranie comme héritier en 1389.                                                                        |
| Éric XIII de Poméranie | Éric XIII (Erik av Pommern) (1382 – 3 mai 1459)                                        | 1396 – 1434 | Petit-neveu de la reine Marguerite, fils du duc Warcisław VII de Poméranie et de Marie de Mecklembourg. Associé au pouvoir par Marguerite en Norvège en 1389, puis au Danemark et en Suède en 1396, il est sacré le 17 juin 1397 à Kalmar, mais ne commence réellement à régner qu'après la mort de sa grand-tante. Il est déposé par la noblesse suédoise le 16 août 1434. |
| Engelbrekt Engelbrektsson est nommé régent (rikshövitsman) le 13 janvier 1435 par la noblesse. |                                                                                        |             | |
| Éric XIII de Poméranie | Éric XIII (Erik av Pommern) (1382 – 3 mai 1459)                                        | 1435 – 1436 | Éric reprend le pouvoir le 14 octobre 1435, pour être à nouveau déposé le 11 janvier 1436. |
| Engelbrekt Engelbrektsson redevient régent après la déposition d'Éric. En février, Karl Knutsson le rejoint comme corégent. Engelbrektsson est assassiné par Måns Bengtsson le 4 mai. Knutsson se retire le 1er septembre, mais il conserve son titre de régent jusqu'au 6 mars 1438. |                                                                                        |             | |
| Éric XIII de Poméranie | Éric XIII (Erik av Pommern) (1382 – 3 mai 1459)                                        | 1436 – 1439 | Éric reprend le pouvoir le 1er septembre 1436. Il est déposé une troisième fois le 29 septembre ou le 1er octobre 1439. |
| Karl Knutsson redevient régent jusqu'à l'élection de Christophe de Bavière au trône. |                                                                                        |             | |
| Christophe de Bavière | Christophe de Bavière (Kristofer av Bayern) (26 février 1416 ou 1418 – 6 janvier 1448) | 1440 – 1448 | Fils du comte Jean de Palatinat-Neumarkt et de Catherine de Poméranie, Christophe est le neveu du roi Éric par sa mère. Il est élu roi de Suède en 1440 et sacré le 13 septembre 1441 à Uppsala. Il meurt sans laisser d'héritiers. |
| Les frères Bengt et Nils Jönsson Oxenstierna assurent la régence. |                                                                                        |             | |
| Karl Knutsson | Charles VIII (Karl Knutsson) (1408 ou 1409 – 15 mai 1470)                              | 1448 – 1457 | Karl Knutsson est élu roi de Suède le 20 juin 1448, contre l'avis des régents Bengt et Nils Jönsson. Il est sacré le 29 juin à Uppsala. Une rébellion menée par l'archevêque Jöns Bengtsson Oxenstierna (fils de Bengt) et le noble Erik Axelsson Tott conduit à sa déposition, le 24 février 1457.                                                                         |
| Les responsables de la déposition du roi, Jöns Bengtsson Oxenstierna et Erik Axelsson Tott, assurent la régence. |                                                                                        |             | |
| Christian Ier | Christian Ier (Kristian I) (février 1426 – 21 mai 1481)                                | 1457 – 1464 | Fils du comte Thierry d'Oldenbourg et de Hedwige de Schauenbourg, Christian Ier est roi de Danemark depuis 1448. Il est élu roi de Suède grâce au soutien de Jöns Bengtsson et d'Erik Axelsson et sacré le 29 juin 1457 à Uppsala. Il est à son tour chassé du pouvoir le 23 juin 1464 par une rébellion menée par l'évêque Kettil Karlsson Vasa.                           |
| Kettil Karlsson Vasa assure la régence. |                                                                                        |             | |
| Karl Knutsson | Charles VIII (Karl Knutsson) (1408 ou 1409 – 15 mai 1470)                              | 1464 – 1465 | Karl Knutsson est réélu roi de Suède le 9 août 1464. Jöns Bengtsson Oxenstierna se révolte à nouveau contre lui et le chasse du pouvoir le 30 janvier 1465. |
| Kettil Karlsson Vasa redevient régent, mais il meurt de la peste le 11 août 1465. Jöns Bengtsson Oxenstierna lui succède à la tête du pays avant d'être contraint à la démission le 18 octobre 1466. Erik Axelsson Tott conjointement avec son frère Ivar Axelsson Tott sont élus pour lui succéder le même jour. |                                                                                        |             | |
| Karl Knutsson | Charles VIII (Karl Knutsson) (1408 ou 1409 – 15 mai 1470)                              | 1467 – 1470 | Karl Knutsson est réélu roi de Suède le 12 novembre 1467 et règne jusqu'à sa mort. |
| Sten Sture le Vieil assure la régence jusqu'à l'élection de Jean II. |                                                                                        |             | |
| Jean | Jean II (Johan II) (1er ou 2 février 1455 – 20 février 1513)                           | 1497 – 1501 | Fils du roi Christian Ier de Danemark et de Dorothée de Brandebourg-Külmbach, Jean règne sur le Danemark depuis 1481 et sur la Norvège depuis 1483. Reconnu roi de Suède le 6 octobre 1497 après sa victoire sur Sten Sture à Rotebro, il est sacré le 26 novembre 1497 à Stockholm. Il est déposé en août 1501.                                                            |
| Sten Sture le Vieil redevient régent après la déposition de Jean II et le reste jusqu'à sa mort, le 14 décembre 1503. Un parent éloigné, Svante Nilsson, est élu pour lui succéder le 21 janvier 1504. Après sa mort, le 31 décembre 1511 ou le 2 janvier 1512, la régence passe à Erik Trolle. Ce dernier est supplanté le 23 juillet par le fils de Svante Nilsson, Sten Sture le Jeune. Ce dernier reste régent jusqu'à sa mort, le 3 février 1520, des suites des blessures reçues lors de la bataille de Bogesund contre Christian II de Danemark. |                                                                                        |             | |
| Christian II | Christian II « le Tyran » (Kristian II Tyrann) (1er juillet 1481 – 25 janvier 1559)    | 1520 – 1521 | Fils du roi Jean de Danemark et de Christine de Saxe, Christian II règne sur le Danemark et la Norvège depuis 1513. Il reconquiert la Suède, dont la noblesse le reconnaît pour roi le 1er novembre 1520. Le pays se soulève contre lui après le bain de sang de Stockholm, et il est déposé le 23 août 1521.                                                               |
| Gustave Eriksson Vasa est élu régent le 24 août 1521. |                                                                                        |             | |

#### Maison Vasa (1523-1654)
| Portrait           | Nom                                                                                             | Règne       | Notes |
| ------------------ | ----------------------------------------------------------------------------------------------- | ----------- | --- |
| Gustave Ier        | Gustave Ier (Gustav Vasa) (12 mai 1496 – 29 septembre 1560)                                     | 1523 – 1560 | Gustave Vasa est élu roi le 6 juin 1523, date qui marque la dissolution de l'union de Kalmar. |
| Éric XIV           | Éric XIV (Erik XIV) (13 décembre 1533 – 26 février 1577)                                        | 1560 – 1568 | Éric XIV est le seul fils de Gustave Ier avec sa première épouse, Catherine de Saxe-Lauenbourg. Il est sacré le 29 juin 1561 à Uppsala. Il est le premier roi de Suède à être désigné de son vivant par un ordinal et il choisit « XIV » en référence à d'anciens rois fictifs. Frappé de folie, il est déposé par son demi-frère cadet Jean et emprisonné. Mort empoisonné à l'arsenic dans sa prison. |
| Jean III           | Jean III (Johann III) (20 décembre 1537 – 17 novembre 1592)                                     | 1569 – 1592 | Deuxième fils de Gustave Ier, le premier par sa deuxième femme Marguerite Lejonhufvud. Il est sacré le 10 juillet 1569 à Uppsala. |
| Sigismond          | Sigismond (Sigismund) (20 juin 1566 – 19 avril 1632)                                            | 1592 – 1599 | Seul fils de Jean III et de sa première épouse Catherine Jagellon, Sigismond est roi de Pologne depuis 1587 sous le nom de Sigismond III. Il est sacré le 19 février 1594 à Uppsala. Il est déposé par les États généraux de Suède, qui nomment son oncle Charles vice-roi. Ses enfants conservent le trône de Pologne jusqu'en 1668.                                                                   |
| Charles IX         | Charles IX (Karl IX) (4 octobre 1550 – 30 octobre 1611)                                         | 1604 – 1611 | Quatrième fils de Gustave Ier, le troisième par sa deuxième femme Marguerite Lejonhufvud, Charles est nommé vice-roi en 1599. Il est sacré le 15 mars 1607 à Uppsala. |
| Gustave II Adolphe | Gustave II Adolphe « le Grand » (Gustav II Adolf den store) (9 décembre 1594 – 6 novembre 1632) | 1611 – 1632 | Fils aîné de Charles IX et de Christine de Holstein-Gottorp, Gustave-Adolphe est sacré le 12 octobre 1617 à Uppsala. Il est tué à la bataille de Lützen. |
| Christine          | Christine (Kristina) (7 décembre 1626 – 9 avril 1689)                                           | 1632 – 1654 | Seul enfant de Gustave II et de Marie-Éléonore de Brandebourg, Christine est désignée « roi » par son père faute d'héritier mâle. La régence est assurée par un conseil dirigé par Axel Oxenstierna jusqu'à sa majorité, en 1644. Elle abdique en 1654, se convertit au catholicisme et termine sa vie à Rome.                                                                                          |

#### Maison de Palatinat-Deux-Ponts (1654-1720)
| Portrait          | Nom                                                                     | Règne       | Notes |
| ----------------- | ----------------------------------------------------------------------- | ----------- | --- |
| Charles X Gustave | Charles X Gustave (Karl X Gustav) (8 novembre 1622 – 13 février 1660)   | 1654 – 1660 | Fils du comte Jean-Casimir de Deux-Ponts-Cleebourg et de la princesse Catherine de Suède, fille de Charles IX. La reine Christine, jamais mariée, l'adopte comme héritier en 1649. Il est sacré le 6 juin 1654 à Uppsala.                                                                                       |
| Charles XI        | Charles XI (Karl XI) (24 novembre 1655 – 5 avril 1697)                  | 1660 – 1697 | Fils de Charles X et d'Edwige-Éléonore de Holstein-Gottorp. Sa mère exerce la régence jusqu'en 1672. Il est sacré le 28 septembre 1675 à Uppsala. |
| Charles XII       | Charles XII (Karl XII) (17 juin 1682 – 30 novembre 1718)                | 1697 – 1718 | Seul fils de Charles XI et d'Ulrique-Éléonore de Danemark, il est sacré le 14 décembre 1697 à Stockholm. Jamais marié, meurt sans descendance. |
| Ulrique-Éléonore  | Ulrique-Éléonore (Ulrika Eleonora) (23 février 1688 – 24 novembre 1741) | 1718 – 1720 | Deuxième fille et troisième enfant de Charles XI et d'Ulrique-Éléonore de Danemark, elle est sacrée le 17 mars 1719 à Uppsala. Son avènement marque le début de l'ère de la Liberté, période d'effacement du pouvoir royal au profit du Parlement. Elle abdique en faveur de son mari Frédéric de Hesse-Cassel. |

#### Maison de Hesse (1720-1751)
| Portrait     | Nom                                                     | Règne       | Notes |
| ------------ | ------------------------------------------------------- | ----------- | --- |
| Frédéric Ier | Frédéric Ier (Fredrik I) (17 avril 1676 – 25 mars 1751) | 1720 – 1751 | Fils du landgrave Charles Ier de Hesse-Cassel et de Amélie de Courlande, Frédéric épouse en 1715 la princesse Ulrique-Éléonore de Suède. Il devient prince consort de Suède en 1718, puis roi après l'abdication de sa femme et son élection au trône par le Parlement. Il est également landgrave de Hesse-Cassel à partir de 1730. Mort sans laisser d'héritier mâle. |

#### Maison de Holstein-Gottorp (1751-1818)
| Portrait           | Nom                                                                       | Règne       | Notes |
| ------------------ | ------------------------------------------------------------------------- | ----------- | --- |
| Adolphe-Frédéric   | Adolphe-Frédéric (Adolf Fredrik) (14 mai 1710 – 12 février 1771)          | 1751 – 1771 | Fils de Christian-Auguste de Holstein-Gottorp et d'Albertine-Frédérique de Bade-Durlach. Son père est le beau-frère de Charles XII et un descendant par sa mère de Charles IX. Il est élu prince héritier en 1743, afin d'obtenir de meilleures conditions de la tsarine Élisabeth à la paix de Turku. Il est sacré le 26 novembre 1751 à Stockholm.        |
| Gustave III        | Gustave III (Gustav III) (13 janvier 1746 – 29 mars 1792)                 | 1771 – 1792 | Fils aîné d'Adolphe-Frédéric et de Louise-Ulrique de Prusse, il est sacré le 29 mai 1772 à Stockholm. Il commet un coup d'État en 1772 pour reprendre le pouvoir au Parlement : c'est la fin de l'Ère de la Liberté. Il est assassiné par le capitaine Jacob Johan Anckarström.                                                                             |
| Gustave IV Adolphe | Gustave IV Adolphe (Gustav IV Adolf) (1er novembre 1778 – 7 février 1837) | 1792 – 1809 | Seul fils de Gustave III et de Sophie-Madeleine de Danemark, il est sacré le 3 avril 1800 à Norrköping. Il est détrôné par un coup d'État militaire qui porte sur le trône son oncle Charles, et sa descendance est exclue de la succession. Mort en exil en Suisse.                                                                                        |
| Charles XIII       | Charles XIII (Karl XIII) (26 septembre 1748 – 5 février 1818)             | 1809 – 1818 | Deuxième fils d'Adolphe-Frédéric et de Louise-Ulrique de Prusse, il est sacré le 29 juin 1809 à Stockholm. Sans descendance, il adopte le prince danois Charles-Auguste d'Augustenbourg le 7 janvier 1810, puis le maréchal français Jean-Baptiste Bernadotte le 5 novembre. Également roi de Norvège à partir de 1814 sous le nom de Charles II (Karl II). |

#### Maison Bernadotte (depuis 1818)
| Portrait            | Nom                                                                         | Règne       | Notes |
| ------------------- | --------------------------------------------------------------------------- | ----------- | --- |
| Charles XIV Jean    | Charles XIV Jean (Karl XIV Johan) (26 janvier 1763 – 8 mars 1844)           | 1818 – 1844 | Maréchal d'Empire français, Jean-Baptiste Bernadotte est adopté par le roi Charles XIII le 5 novembre 1810. Il est sacré le 11 mai 1818 à Stockholm. Il est également roi de Norvège sous le nom de Charles III Jean (Karl III Johan).                                                   |
| Oscar Ier           | Oscar Ier (4 juillet 1799 – 8 juillet 1859)                                 | 1844 – 1859 | Joseph François Oscar Bernadotte est le seul fils de Charles XIV Jean et de la reine Desideria. Il est sacré le 28 septembre 1844 à Stockholm. Il est également roi de Norvège sous le même nom.                                                                                         |
| Charles XV          | Charles XV (Karl XV) (3 mai 1826 – 18 septembre 1872)                       | 1859 – 1872 | Fils aîné d'Oscar Ier et de Joséphine de Leuchtenberg, il est sacré le 3 mai 1860 à Stockholm. Il est également roi de Norvège sous le nom de Charles IV (Karl IV). Mort sans laisser d'héritier mâle.                                                                                   |
| Oscar II            | Oscar II (21 janvier 1829 – 8 décembre 1907)                                | 1872 – 1907 | Troisième fils d'Oscar Ier et de Joséphine de Leuchtenberg, Oscar II est le frère cadet de Charles XV. Il est sacré le 12 mai 1873 à Stockholm. Il est le dernier roi de Suède à régner sur la Norvège jusqu'à la dissolution de l'union personnelle entre les deux pays, en 1905.       |
| Gustave V           | Gustave V (Gustaf V) (16 juin 1858 – 29 octobre 1950)                       | 1907 – 1950 | Fils aîné d'Oscar II et de Sophie de Nassau, il est le premier roi de Suède à renoncer à la cérémonie du sacre. |
| Gustave VI Adolphe  | Gustave VI Adolphe (Gustaf VI Adolf) (11 novembre 1882 – 15 septembre 1973) | 1950 – 1973 | Fils aîné de Gustave V et de Victoria de Bade, il est intronisé le 30 octobre 1950 à Stockholm. |
| Charles XVI Gustave | Charles XVI Gustave (Carl XVI Gustaf) (né le 30 avril 1946)                 | depuis 1973 | Seul fils du prince héritier Gustave-Adolphe, fils aîné de Gustave VI Adolphe, et de la princesse Sibylle de Saxe-Cobourg et Gotha. Il devient prince héritier à la mort de son père, en 1947, et succède à son grand-père à sa mort. Il est intronisé le 19 septembre 1973 à Stockholm. |

Depuis l'abolition de la loi salique en 1980, l'héritier de la couronne est l'enfant aîné du roi, quel que soit son sexe. L'héritière est donc actuellement la princesse Victoria, fille aînée du roi Charles XVI Gustave, bien qu'elle ait un frère cadet.

## Arbres généalogiques simplifiés

### Munsö, Stenkil, Éric, Folkung, Mecklembourg, Oldenbourg
- Björn Järnsida
  - Refil Björnsson
    -  Éric III Refilsson

  -  Éric II Björnsson
    -  Björn II at Hauge
    -  Anund II
      -  Olof Ier
      -  Éric IV Anundsson
        -  Hring
          -  Éric V Ringsson
            -  Emund II Ericsson

        -  Emund Ier
        -  Björn III le Vieux
          -  Olof II Björnsson
          -  Éric VI le Victorieux
            -  Olof III Skötkonung
              -  Anund III Jacob
              -  Emund III le Vieil
                - Ingamoder ? +  Stenkil
                  -  Éric VII Stenkilsson
                  -  Halsten Stenkilsson
                    -  Philippe
                    -  Inge II le Jeune

                  -  Inge Ier l'Ancien
                    - Margrete Fredkulla
                      -  Magnus Ier le Fort

                    - Ragnvald Ingesson ?
                      - Ingrid Rögnvaldsdotter
                        -  Magnus II Henriksson

                    - Catherine
                      - Christine Björnsdotter  +  Éric IX le Saint
                        - Filip Eriksson
                          - Holmger Filipsson
                            -  Knut II le Long

                        -  Knut Ier Eriksson
                          -  Éric X Knutsson
                            -  Éric XI Eriksson
                            - Ingeborg Eriksdotter
                              -  Valdemar Ier Birgersson
                              -  Magnus III Ladulås
                                -  Birger Magnusson
                                - Erik Magnusson
                                  -  Magnus IV Eriksson
                                    -  Éric XII Magnusson
                                    -  Håkon II Magnusson +  Marguerite

                                  - Euphémie Eriksdotter
                                    -  Albert de Mecklembourg
                                    - Henri III de Mecklembourg-Schwerin
                                      - Marie de Mecklembourg-Schwerin
                                        -  Éric XIII de Poméranie
                                        - Catherine de Poméranie
                                          -  Christophe

                                    - Ingeborg de Mecklembourg-Schwerin
                                      - Gérard VI de Holstein
                                        - Hedwige de Schleswig-Holstein
                                          -  Christian Ier
                                            -  Jean II
                                              -  Christian II

### Sverker
- Sverker l'Ancien
  -  Burislev
  -  Kol
  -  Karl Sverkersson
    -  Sverker le Jeune
      -  Johann Sverkersson

### Vasa, Palatinat-Deux-Ponts, Hesse et Holstein-Gottorp
- Gustave Ier Vasa
  -  Éric XIV
  -  Jean III
    -  Sigismond

  -  Charles IX
    -  Gustave II Adolphe
      -  Christine

    - Catherine Vasa
      -  Charles X Gustave
        -  Charles XI
          -  Charles XII
          -  Ulrique-Éléonore +  Frédéric Ier

      - Christine-Madeleine de Palatinat-Deux-Ponts
        - Frédéric VII Magnus de Bade-Durlach
          - Albertine-Frédérique de Bade-Durlach
            -  Adolphe-Frédéric
              -  Gustave III
                -  Gustave IV Adolphe

              -  Charles XIII

### Bernadotte
- Charles XIV
  -  Oscar Ier
    -  Charles XV
    -  Oscar II
      -  Gustave V
        -  Gustave VI Adolphe
          - Gustave-Adolphe
            -  Charles XVI Gustave

## Sources
- Anthony Stokvis, préf. H. F. Wijnman, Manuel d'histoire, de généalogie et de chronologie de tous les états du globe, depuis les temps les plus reculés jusqu'à nos jours, Leyde, éditions Brill, réédition 1966, Volume III chapitre IV Etats Scandinaves p. 320 Etats Scandinaves généalogie légendaires et semi-historiques Tableau généalogique no 1 p. 321 & Généalogie des rois de Suède Tableau généalogique no 4 p. 328
- (en + de) Peter Truhart, Regents of Nations, Münich, K. G Saur, 1984-1988, 4258 p. (ISBN 978-3-598-10491-6 et 3-598-10491-X), p. 2846-2852, Art. « Sweden / Schweden »